# Condado de Poinsett
El condado de Poinsett (en inglés, Poinsett County) es un condado del estado de Arkansas, Estados Unidos. Tiene una población estimada, a mediados de 2021, de 22 660 habitantes.
La sede de condado es Harrisburg.
Forma parte del área metropolitana de Jonesboro-Paragould.
El condado fue fundado el 28 de febrero de 1838 y su nombre deriva de Joel Roberts Poinsett, Secretario de Guerra de Estados Unidos.

## Geografía
Según la Oficina del Censo, el condado tiene un área total de 1978 km², de la cual 1964 km² son tierra y 14 km² son agua.

### Condados adyacentes
- Condado de Craighead (norte)
- Condado de Mississippi (este)
- Condado de Crittenden (sureste)
- Condado de Cross (sur)
- Condado de Jackson (oeste)

## Autopistas importantes
- Interestatal 555
- U.S. Route 49
- U.S. Route 63
- Ruta Estatal de Arkansas 1
- Ruta Estatal de Arkansas 14
- Ruta Estatal de Arkansas 18
- Ruta Estatal de Arkansas 69
- Ruta Estatal de Arkansas 75

## Demografía

### Censo de 2020
Según el censo de 2020, en ese momento el condado tenía 22 965 habitantes, 9254 hogares y 4517 familias. La densidad de población era de 12 hab/km². Había 10 327 viviendas, lo que representaba una densidad de 5/km².
|                        | Núm.   | Porc.  |
| ---------------------- | ------ | ------ |
| Blancos                | 19 391 | 84.44% |
| Afroamericanos         | 1783   | 7.76%  |
| Amerindios             | 102    | 0.44%  |
| Asiáticos              | 61     | 0.27%  |
| Isleños del Pacífico   | 1      | 0.004% |
| Otras razas            | 461    | 2.01%  |
| De una mezcla de razas | 1166   | 5.08%  |

Del total de la población, el 3.61% eran hispanos o latinos de cualquier raza.

### Censo de 2000
Según el  censo de 2000, en ese momento había 25 614 personas,10 026 hogares y 7228 familias en el condado. La densidad poblacional era de 34 personas por milla cuadrada (13/km²). Había 11 051 unidades unifamiliares, lo que representaba una densidad de 15 por milla cuadrada (6/km²). La demografía del condado era: 90,98% blancos, 7,13% afroamericanos, 0,23% amerindios, 0,16% asiáticos, 0,02% isleños del Pacífico, 0,74% de otras razas y 0,75% de dos o más razas. El 1,43% de la población era de origen hispano o latino de cualquier raza.
Los ingresos medios de los hogares del condado eran de $26 558 y los ingresos medios de las familias eran de $32 257. Los hombres tenían ingresos medios por $26 633 frente a los $19 199 que percibían las mujeres. Los ingresos per cápita para el condado eran de $13 087. Aproximadamente el 21,20% de la población estaba bajo el umbral de pobreza nacional.

## Ciudades y pueblos
| - Fisher - Greenfield - Harrisburg | - Lepanto - Marked Tree - Rivervale | - Trumann - Tyronza | - Waldenburg - Weiner |